# Ziersdorf
Ziersdorf je městys v okrese Hollabrunn v Dolních Rakousích. Žije zde přibližně 3 400 obyvatel.

## Historie
Osada Ziersdorf byla poprvé uvedená v dokumentech kolem roku 1100 jako "Ziehgeißdorf". Původní osada se táhla od východu na západ přes dnešní "Hollabrunner Straße" a starou sklepní ulici podél staré obchodní cesty. V této ulici jsou dochovány ještě nejstarší domy v obci.
Teprve až po výstavbě c. a k. "Reichsstraße", kterou z císařského hlavního města Vídně přicházejí, od jihu na sever přes Ziersdorf, vytvořila se přes místo hlavní osa. Důležitou dopravní cestou rakouské monarchie se stalo výhodně položené místo důležitým a pomalu předčilo až do té doby větší sousedy.
S výstavbou císařské železniční trati "Dráhy císaře Františka Josefa" dostalo místo další dopravní tepnu, která přispěla k rozvoji obce. Díky dobré cihlářské hlíně vznikaly v Ziersdorfu četné cihlářské pece, které po dlouhou dobu ovlivňovaly obyvatele. Díky cihlám vznikaly cihlářské závody a příchod dělníků do Ziersdorfu. Dnes je cihlářská výroba jen dějinnou vzpomínkou a téměř není ani vidět. Ziersdorf býval větší a dostal také práva trhů.

### Vývoj počtu obyvatel
- 1971 3184
- 1981 2999
- 1991 3060
- 2001 3330

## Geografie
Ziersdorf leží ve Weinviertelu, (Vinné čtvrti) v Dolních Rakousích. Plocha městyse je 48,72 kilometrů čtverečních a 18,75% plochy je zalesněno.

## Správní členění
Městys sestává z katastrálních území:
- Dippersdorf
- Fahndorf
- Gettsdorf
- Großmeiseldorf
- Hollenstein
- Kiblitz
- Radlbrunn
- Rohrbach
- Ziersdorf

## Politika
Starostou městyse je Johann Gartner, vedoucí kanceláře Herta Ehrentraud. V obecním zastupitelstvu městysu je 23 křesel, která jsou po volbách 14. března 2010 podle získaných mandátů rozdělena takto:
- ÖVP 16
- SPÖ 7

## Pamětihodnosti
- Trojité kruhové hroby z doby kamenné (5000 před n. l.) jsou ve 4 kilometry vzdáleném Glaubendorfu. Místo vykopávek kruhového pohřebiště je globálního významu, protože takové pohřbívání je vzácností.
- Hrob generála polního maršála hraběte Radeckého je asi v 5 kilometrů vzdáleném Kleinwetzdorfu.
- Heldenberg: historický památník velké c. a k. armády v době Rakousko-uherské monarchie je poblíž Kleinwetzdorfu.
- Historická anglická zahrada s vyhlídkou a vojáky v životní velikosti jsou u zámku Wetzdorf v Kleinwetzdorfu.
- Gettsdorf: velký uzavřený farní dvůr.
- Ziersdorf: secesní koncertní budova. Budovu postavil majitel hostince Fröhlich za monarchie. Celoroční koncertní výstavy.
- Ziersdorf: Streicherhof – velkolepý reprezentativní hostinec s věžičkou, z doby monarchie (před 1919).
- Brandlhof ve Radlbrunnu – (asi 3 km) hezká historická selská usedlost s letním divadlem.
- Biotop Ziersdorf – asi 1 km od obce přímo na Hollabrunn do sklepní ulice.

## Turismus

### Možnost přenocování
- Hotel Naderer v Maissau (asi 10 km)
- Hostinec Pelzer-Altinger ve Sitzendorfu (asi 7 km)

## Hospodářství a infrastruktura
Nezemědělských pracovišť bylo v roce 2001 104, zemědělských a lesnických pracovišť bylo v roce 1999 177. Počet výdělečně činných obyvatel v místě bydliště bylo v roce 2001 1471, tj. k roku 2001 45,1%.

## Osobnosti
- Erwin Pröll (* 1946 Radlbrunn) – zemský hejtman Dolních Rakous
- Gerhard Ruiss (* 1951 Ziersdorf) – spisovatel
- Josef Pröll (* 1968 Stockerau) – vicekancléř a ministr financí
- Herbert Baumgartner (* 1970 Hollabrunn) – rakouský mistr ve sportu Taekwondo